# Индийский крайт
Индийский крайт, или голубой бунгарус (лат. Bungarus caeruleus) — ядовитая змея из семейства аспидов (Elapidae).
Общая длина составляет 90 см, максимальная длина — 1,75 м. Наблюдается половой диморфизм — самцы крупнее самок. Голова маленькая, закруглённая. Туловище тонкое и стройное. Имеет слабо выраженный спинной киль, хвост тонкий и заострённый. Туловище бурого или чёрного цвета, украшенное узкими белыми поперечными полосами. Брюхо белого цвета.
Любит сухие места, нередко встречается в посёлках и заползает в дома. Часто встречается вблизи водоёмов. Защищается, свернувшись и спрятав голову от врага, очень неохотно применяет ядовитые зубы. Активен как днём, так и ночью. Пищей являются мелкие змеи, ящерицы, лягушки, грызуны.
Яд очень сильный (в железах змеи содержится до пяти летальных доз яда), укусы его легко приводят к смерти. В Индии этот крайт стоит на втором месте после кобры по количеству смертельных случаев среди населения.
Яйцекладущая змея. Самка откладывает 8—12 яиц.
Вид распространён в Афганистане, Пакистане, Индии, Непале, Бангладеш, на острове Шри-Ланка.